# Leopoldo Zea
Leopoldo Zea Aguilar, (Cidade do México, México, 30 de junho de 1912 - 8 de junho de 2004, Cidade do México), foi um filósofo mexicano, ensaísta e idealizador de múltiplas iniciativas com o objetivo de promover a unidade cultural da América Latina.

## Biografia
Leopoldo Zea Aguilar era filho de Leopoldo Zea e Luz Aguilar. De origem pobre, Zea trabalhou, em 1933, no escritório de Telégrafos Nacionais, para ajudar nos custos de sua educação secundária e universitária. Fez sua graduação, mestrado e doutorado em filosofia, na Faculdade de Filosofia e Letras da Universidade Nacional Autónoma de México. Na mesma UNAM, conheceu o filósofo José Gaos, que exerceu influência fundamental na sua formação, conseguindo uma bolsa na Casa de Espanha, Zea também obteve apoio financeiro da Fundação Rockefeller, para que se dedicasse exclusivamente aos estudos filosóficos. Durante os anos de bolsista no Colégio do México, sucedâneo da Casa de Espanha, se dedicou a preparar suas teses de mestrado e de doutorado. Em 1943, com o trabalho "El positivismo en México", obteve o grau de mestre em filosofia, e, em 1944, o de doutor em filosofia, com a tese "Apogeo y decadencia del positivismo en México". Tese de doutorado que teve o apoio de Gaos e Daniel Cosío Villegas. Suas atividades lhe valeram muitos reconhecimentos em vida.

## Carreira
Zea foi professor da Universidade Nacional Autónoma de México, logo após a sua formação como filósofo e professor, em 1943. Em 1947 fundou a Faculdade de Filosofia e deu palestras sobre "História das Ideias na América". Em 1954, foi nomeado para um cargo em tempo integral, como um pesquisador do Centro de Estudos Filosóficos da Universidade. Em 1966, tornou-se diretor da Faculdade. Durante o seu período como diretor, fundou o "Colégio de Estudos da América Latina", em 1966, e, mais tarde, fundou e dirigiu o "Centro de Estudos Latino-Americanos" da UNAM, em 1978. Recebeu vários prêmios e foi homenageado pela UNAM, como o professor mais antigo a trabalhar sem interrupções, continuamente, até sua morte.
Polemizou com o filósofo peruano Augusto Salazar Bondy sobre a existência de uma autêntica filosofia latino-americana. Salazar Bondy negando e Leopoldo Zea afirmando a existência de um pensamento filosófico original do continente.
Zea foi comparado a diversas personalidades do continente como Germán Arciniegas, seu amigo; Ernesto "Che" Guevara, com José Gaos, seu professor; com Víctor Raúl Haya de la Torre, com Andrés Bello, com Simón Bolívar e com Domingo Faustino Sarmiento.
Destacam-se, entre suas obras: "En torno a una filosofía americana", 1942, "El positivismo no México",1943, "La filosofia como compromiso", 1948, "Consiciencia y posibilidad del mexicano", 1952, "América como consciencia", 1953 e "Discurso desde la marginación y la barbarie", 1988.
Zea sustentou a existência de um filosofia autêntica da América Latina, uma filosofia original da região, combateu o positivismo, elaborou uma análise e reflexão da cultura ibero-americana no plano geo-histórico, defendeu a união da filosofia latina e a sua articulação com a europeia, ou do nível regional e universal.

## Pensamento
Leopoldo Zea foi um defensor da unidade cultural do continente latino americano, um dos principais pensadores do chamado "latino americanismo integral", ou filosofia integral da América Latina . Ganhou notoriedade com a tese "O Positivismo no México", em 1943, quando estudou o positivismo, no contexto histórico de seu país e do mundo, na transição do século XIX para o século XX. Com essa tese, iniciou sua defesa da integração do continente, pensada inicialmente por Simon Bolívar, na conjuntura histórica das lutas de independência e do neocolonialismo. (Cfr. La filosofía americana como filosofía sin más, 1974, Filosofar a la altura del hombre. Discrepar para comprender, 1993, “José Gaos”, en Cuadernos Americanos, 2000).
Segundo Leopoldo Zea, a filosofia tem um justificação histórica apenas quando expressa verdades válidas para um determinado contexto histórico cultural. A historização e relativização das verdades filosóficas permitem ao autor falar de um filosofia especifica do continente. Um questionário e respostas que não possuiriam valor para outros povos, em outras épocas. Zea sustentava, contudo, a compatibilidade de cada filosofia com as questões universais das demais filosofias (Cfr ‘En torno a una filosofía americana’,1942). Os fatos não são independentes das ideias, as ideias surgem como resposta a certas situações da vida, como uma reação do homem. As ideias não surgem do que é incomum, ou estranho ao cotidiano do homem, mas de situações da vida e não verdades universais. Zea afirmava que a filosofia é uma atividade transformadora. Em toda filosofia, principalmente, na filosofia da história, há um projeto de vida cultural e político, que norteia o pensamento, e ela não pode ter uma ênfase apenas no plano dos fatos e nem se tornar um fim em si mesma. A filosofia tem um compromisso inalienável com mudanças, reformas profundas. Ela não pode se limitar a observar, mas deve, a partir do conhecimento produzido, mudar. Sua filosofia tem um compromisso com a libertação, através da crítica da cultura, e, no caso concreto, da crítica do imperialismo dos Estados Unidos na América Latina.
Ele elabora uma ontologia da cultura latino americana, analisa e recupera as identidades americanas cruzadas, e critica a imposição de uma ideologia. Zea apresenta uma ontologia do homem mexicano e, por extensão, do homem do continente latino-americano, realiza uma análise que apresenta uma visão integrada da cultura da região. Seu pensamento é um humanismo pleno, sendo a base do seu "latino americanismo integral". Em sua visão de uma América Latina unida, o lugar da humanidade na região é central. Leopoldo Zea entende a descoberta do continente em 1492 por Colombo, como uma ocultação cultural, Seu objetivo é buscar uma identidade latino americana que reponha a correta importância de cada contribuição cultural , um assunto abordado por ele no 5º centenário da Descoberta do Continente em 1992.
A principal motivação do "o que fazer" filosófico de Leopoldo Zea é a compreensão do homem, tanto no seu ser social, que reflete a continuidade da tradição filosófica mexicana, do começo do século XX, refletindo sobre a questão existencial, universal, do homem que pensa sua origem e seu destino.
Zea baseia sua filosofia na solidariedade e não na libertação vinda de um herói, uma salvação messiânica, defende a cooperação, a colaboração, e não a mera passividade em face da libertação externa, no âmbito da construção do lugar homem no mundo. A humanidade ocidental foi forjada na negação das demais humanidades, recuperar o passado, incluindo os desumanizados no seu discurso libertador, é a proposta de Leopoldo Zea.
Zea segue o caminho inaugurado por José Vasconcelos, Antonio Caso, Alfonso Reyes e Pedro Henríquez Ureña no seu embate contra o positivismo, na direção de um novo humanismo, que foca sua atenção no homem histórico, concreto, no caso, a situação social do México na conjuntura do começo do século XX, a fim de alcançar um universalismo a consciência da humanidade, universalizando as criações da cultura mexicana.
O reconhecimento das diferenças, a exposição das peculiaridades dos seres humanos, a rejeição do racismo, do classismo .
Sua filosofia não aceita a existência de homens mais homens do que outros, um homem é igual ao outro, homens entre homens. Não há que falar em cultura superior e apta a orientar o processo histórico, desqualificando os demais discursos. Zea insiste na peculiaridade e na individualidade próprias da diversidade humana, questionar sua origem e seu destino para construir esse futuro, a partir do sentido que extraem da sua história
Leopoldo Zea parte de Ortega y Gasset e da sua afirmação de que "eu sou eu e minhas circunstâncias" e de José Vasconcelos, o pensador da raça cósmica, e sua rejeição do positivismo. José Vasconcelos, destacado filósofo mexicano, fundador e líder do "Ateneo de la Juventud Mexicana" . Grupo fundado em 1909, que reunia  escritores como Pedro Henríquez Ureña e Alfonso Reyes Ochoa, o filósofo Antonio Caso e o pintor Diego Rivera, realizava conferências para divulgar ideias humanistas, tendo como referências, pensadores que iam de Nietzsche a Émile Boutroux, passando pelo uruguaio José Enrique Rodó, uma das organizações intelectuais mais famosas de toda a América Latina.
José Vasconcelos fez a exaltação da latinidade, propagou a missão da raça ibero-americana, o domínio dos miscigenados, na utopia da Raça Cósmica, contra o racismo e o eurocentrismo das filosofias da época. A obra de Vasconcelos é uma resposta aos ideólogos do 'porfiriato', do governo autoritário de Porfirio Díaz, os “científicos”, que defendiam o positivismo comtiano, Comte, e o spencerianismo, Herbert Spencer, os postulados do determinismo biológico e o racismo, em apoio ao expansionismo norte-americano. Uma humanidade em construção, uma única raça humana no futuro, nascida no continente a partir da miscigenação.
O homem é entendido por Leopoldo Zea como produto da história, da cultura,  portador de questões especificas sobre a existência, da qual decorre a originalidade dessa visão uma ética. O homem é pensado como possibilidade existencial.
Leopoldo Zea esteve no Brasil e na Argentina, nos anos 50, para conhecer melhor as sociedades dos respectivos países, sob o peronismo e o getulismo, presenciou os protestos contra Peron e a queda de Getúlio. 
Entre seus amigos figuram o cubano Raúl Roa, os colombianos Danilo Cruz Vélez e Germán Arciniegas, o peruano Francisco Miró Quesada Cantuarias e o uruguaio Arturo Ardao, entre muitos outros.

## Grupo Hiperion
Leopoldo Zea integrou o Grupo Hiperión, um grupo de jovens professores e alunos de filosofia da Universidade Nacional Autónoma de México que teve atividade entre 1948 e 1952. O objetivo principal do grupo Hiperión era realizar uma série de pesquisas com o objetivo de produzir uma síntese entre a filosofia mexicana, particularmente as obras de José Vasconcelos e Samuel Ramos, e a filosofia contemporânea europeia, com o objetivo de elaborar uma ontologia sobre a realidade mexicana. Ou seja, unir o regional e o universal, esse era o próprio significado de Hiperion. Seus membros eram chamados de "existencialistas mexicanos" e seu pensamento: uma ontologia da cultura mexicana
O grupo era constituído por Emilio Uranga (1921-1988), Jorge Portilla (1918-1963), Luis Villoro (1922-2014), Ricardo Guerra (n. 1927), Joaquín Sánchez McGregor (1925-2008), Salvador Reyes Nevares (1922-1993), Fausto Vega (n. 1922) e Leopoldo Zea (1912-2004). Todos filósofos formados sob os ensinamentos de José Gaos em correntes como a fenomenologia, o existencialismo e o historicismo de José Ortega y Gasset. A ênfase era o campo da filosofia existencialista, sob a influência de Martin Heidegger e Jean-Paul Sartre .
Seus membros publicaram a maior parte de seus trabalhos na revista "Filosofía y Letras da Facultad de Filosofía y Letras de la UNAM" e na coleção de livros "México e os Mexicanos", que a Editoria Porrúa y Obregón publicou entre 1952 e 1955. Também foram publicados trabalhos seus em outras revistas acadêmicas, como nos "Cuadernos Americanos" e nos suplementos culturais mais importantes da época.

## O debate entre Leopoldo Zea e Augusto Salazar Bondy
Essa questão foi proposta inicialmente no século XIX, pelo pensador argentino Juan Bautista Alberdi (1810-1884). A polêmica sobre a existência de uma filosofia latino-americana, de 1968-1969, entre o filósofo mexicano Leopoldo Zea (1911-2004) e o peruano Augusto Salazar Bondy (1925-1974), nasceu com a publicação, em 1968, do livro de Salazar Bondy intitulado "¿Existe una filosofía de nuestra América?". O debate no fim dos anos 60 do século XX retomava a questão proposta no século XIX.
Os dois filósofos possuem conceitos diferentes sobre originalidade ou autenticidade de uma filosofia. Bondy pensa num sistema original que foi impossibilitado pela dominação cultural e o imperialismo. O imperialismo e a sua correlata dominação cultural, afirma Salazar Bondy, impediram a constituição de um pensamento filosófico original na América Latina. A construção do "homem novo" é possível través de uma Filosofia da libertação dos fatores econômicos e políticos que tornam o continente dependente. Leopoldo Zea concebe a originalidade, a partir das questões concretas vividas em cada contexto. Ele concorda que adaptar ou assimilar teorias é procedimento válido, quando consegue expressar inquietudes do homem e de seu tempo. Zea tem como centro de suas reflexões o homem americano e a filosofia da história e da cultura e não sistemas metafísicos, sua proposta é resolver questões, uma filosofia da práxis, fornecendo a diretriz sobre "o que fazer". É preciso conhecer para mudar, as premissas e os valores de uma ideologia e de uma tradição, a partir da ontologia do homem mexicano. Confrontar, denunciar, conhecer a heterogeneidade da realidade concreta dos povos, sempre movido pela paixão da liberdade.
Estes temas continuarão presentes no pensamento de Zea que na fase madura de sua reflexão insistirá na necessidade de não romper com o passado colonizador, mas sim, a partir dele, através de sua compreensão histórica e filosófica, projetar um novo pensamento autenticamente latino americano (o que Zea chama em vários de seus textos de "projeto assuntivo").

## Premiações de Leopoldo Zea
- Premio Nacional de Ciencias y Artes pelo Governo de México, em 1980.
- Premio Juchimán de Plata em 1985.
- Premio Interamericano de Cultura Gabriela Mistral da Organização dos Estados Americanos, OEA.
- Medalha Belisario Domínguez do Senado do México, em 2000.
- Doctor honoris causa pela Universidade Nacional Autônoma de México.
- Doctor honoris causa pela Academia de Ciências de Russia, 1994.
- Doctor honoris causa pela Universidade de Santiago de Chile, 1997.

## Obras
- Superbus Philosophus
- El positivismo en México. Nacimiento, apogeo y decadencia
- Apogeo y decadencia del positivismo en México
- En torno a una filosofía americana
- Esquema para una historia del pensamiento en México
- Ensayos sobre filosofía de la historia
- Dos etapas del pensamiento en Hispanoamérica
- Conciencia y posibilidad del mexicano
- La filosofía como compromiso y otros ensayos
- América como conciencia
- La conciencia del hombre en la filosofía. Introducción à la filosofía
- El Occidente y la conciencia de México
- América en la conciencia de Europa
- La filosofía en México
- Del liberalismo à la revolución en la educación mexicana
- Esquema para una historia de las ideas en Iberoamérica
- América en la historia
- Las ideas en Iberoamérica en el siglo XIX
- La cultura y el hombre de nuestros días
- Democracia y dictaduras en Latinoamérica
- Dos ensayos
- Latinoamérica y el mundo
- Europa al margen de Occidente
- Antología del pensamiento social y político en América Latina
- Latinoamérica en la formación de nuestro tiempo
- El pensamiento latinoamericano
- Antología de la filosofía americana contemporánea
- La filosofía americana como filosofía sin más
- Colonización y descolonización de la cultura latinoamericana
- La esencia de lo americano
- Latinoamérica. Emancipación y neocolonialismo
- Los precursores del pensamiento latinoamericano contemporáneo
- Dependencia y liberación en la cultura latinoamericana
- Dialéctica de la conciencia americana
- La filosofía actual en América Latina, Co-autor
- Filosofía latinoamericana
- Filosofía y cultura latinoamericanas
- Latinoamérica, Tercer Mundo
- Filosofía de la historia americana
- Pensamiento positivista latinoamericano, seleção e prólogo
- Simón Bolívar, integración en libertad
- Desarrollo de la creación cultural latinoamericana
- Latinoamérica en la encrucijada de la historia
- Sentido de la difusión cultural de América Latina
- Latinoamérica, un nuevo humanismo
- La transformación de la filosofía latinoamericana
- Filosofía de lo americano
- América como autodescubrimiento
- El problema cultural de América
- Discurso desde la marginación y la barbarie